# 林秀慧
林秀慧（1972年—）， 台灣前中視新聞主播、澳亞衛視主持人。現任職於台視新聞，並擔任各節新聞的策劃。

## 學歷
- 世新大學新聞學系。

## 經歷
- 中視新聞部歷任主播、節目主持人、政治中心主任、兩岸組組長。
- 擔任2005年中國國民黨和平之旅隨行採訪主編。
- 2017年轉任澳亞衛視。[1]

## 個人生活
丈夫為三立新聞前主播楊中化。
2006年初起林秀慧罹患一種先天基因缺損疾病，嗜骨性巨大細胞發病為一種良性腫瘤但有擴散性，最終經抗病7年共12次手術加上鈷六十照射才痊癒根治。